# Nordsjællands Astronomi Forening
NOVA – Nordsjællands Astronomi Forening blev stiftet d. 13. juni 2000 af 10 astronomiinteresserede entusiaster.
Herefter startede de lange forhandlinger med bl.a. Helsingør Kommune om oprettelsen af et observatorium. Dette blev besluttet at skulle ligge på Montebello i Helsingør. Kommunen gav NOVA – Nordsjællands Astronomi Forening mulighed for benyttelse af et studielokale. Tillige stod kommunen for en ombygning af et eksisterende tårn, hvor NOVA kunne opstille teleskoper mm. Observatoriet åbnede 1. september 2002.

## Udstyr
Med hjælp fra forskellige fonde mm. lykkedes det at indkøbe et stort 16" Schmidt-Cassegrain teleskop af mærket Meade.
Tillige råder NOVA over bl.a. en 4" linsekikkert af fabrikatet, Polarex. En 4" Takahashi Fluorite FS-102 refraktor, samt 3" Unitron refraktor. Disse er NOVA's foretrukne instrumenter. Foreningen råder også over en række mindre teleskoper til udlån blandt medlemmerne.

## Aktiviteter
Foreningen omfatter pr. 2020 ca. 95 medlemmer, hvilket gør NOVA til Danmarks største regionale astronomiforening. Der planlægges mange foredrag, arrangementer, ture, mm.